# NGC 7303
NGC 7303 é uma galáxia espiral (Sbc) localizada na direcção da constelação de Pegasus. Possui uma declinação de +30° 57' 24" e uma ascensão recta de 22 horas, 31 minutos e 33,0 segundos.
A galáxia NGC 7303 foi descoberta em 15 de Setembro de 1828 por John Herschel.